# Szwecja na Zimowych Igrzyskach Olimpijskich 1960
Szwecję na Zimowych Igrzyskach Olimpijskich 1960 reprezentowało 47 zawodników w sześciu dyscyplinach. Zdobyli w sumie siedem medali.

## Medaliści
| Medal | Imię i nazwisko                                         | Dyscyplina        | Konkurencja              |
| ----- | ------------------------------------------------------- | ----------------- | ------------------------ |
|       | Klas Lestander                                          | Biathlon          | 20 km Mężczyzn           |
|       | Sixten Jernberg                                         | Biegi narciarskie | 30 km Mężczyzn           |
|       | Irma Johansson Britt Strandberg Sonja Ruthström-Edström | Biegi narciarskie | Sztafeta 3 x 5 km kobiet |
|       | Sixten Jernberg                                         | Biegi narciarskie | 15 km Mężczyzn           |
|       | Rolf Rämgård                                            | Biegi narciarskie | 30 km Mężczyzn           |
|       | Rolf Rämgård                                            | Biegi narciarskie | 50 km Mężczyzn           |
|       | Kjell Bäckman                                           | Speed skating     | 10,000m Mężczyzn         |

## Biathlon
Mężczyźni
| Dystans | Zawodnik       | Czas      | Strzały celne | Suma czasowa 1 | Miejsce |
| ------- | -------------- | --------- | ------------- | -------------- | ------- |
| 20 km   | Adolf Wiklund  | 1'30:07.8 | 12            | 1'54:07.8      | 19      |
| 20 km   | Sven Agge      | 1'30:21.7 | 9             | 1'48:21.7      | 16      |
| 20 km   | Tage Lundin    | 1'33:56.3 | 6             | 1'45:56.3      | 12      |
| 20 km   | Klas Lestander | 1'33:21.6 | 0             | 1'33:21.6      | złoto   |

1Od każdego niecelnego strzału dodawane były dwie minuty.

## Biegi narciarskie
Mężczyźni
| Dystans | Zawodnik         | Wynik     | Wynik   |
| Dystans | Zawodnik         | Czas      | Miejsce |
| ------- | ---------------- | --------- | ------- |
| 15 km   | Per-Erik Larsson | 53:49.8   | 17      |
| 15 km   | Rolf Rämgård     | 52:47.3   | 8       |
| 15 km   | Janne Stefansson | 52:41.0   | 7       |
| 15 km   | Sixten Jernberg  | 51:58.6   | srebro  |
| 30 km   | Allan Andersson  | 1'57:09.9 | 13      |
| 30 km   | Lennart Larsson  | 1'53:53.2 | 5       |
| 30 km   | Rolf Rämgård     | 1'51:16.9 | srebro  |
| 30 km   | Sixten Jernberg  | 1'51:03.9 | złoto   |
| 50 km   | Assar Rönnlund   | 3'09:46.6 | 12      |
| 50 km   | Sixten Jernberg  | 3'05:18.0 | 5       |
| 50 km   | Lennart Larsson  | 3'03:27.9 | 4       |
| 50 km   | Rolf Rämgård     | 3'02:46.7 | brąz    |

Sztafeta 4 x 10 km Mężczyzn
| Zawodnik                                                     | Wynik     | Wynik   |
| Zawodnik                                                     | Czas      | Miejsce |
| ------------------------------------------------------------ | --------- | ------- |
| Lars Olsson Janne Stefansson Lennart Larsson Sixten Jernberg | 2'21:31.8 | 4       |

Kobiety
| Dystans | Zawodnik                | Wynik   | Wynik   |
| Dystans | Zawodnik                | Czas    | Miejsce |
| ------- | ----------------------- | ------- | ------- |
| 10 km   | Britt Strandberg        | 42:06.8 | 10      |
| 10 km   | Irma Johansson          | 41:08.3 | 8       |
| 10 km   | Barbro Martinsson       | 41:06.2 | 7       |
| 10 km   | Sonja Ruthström-Edström | 40:35.5 | 5       |

Sztafeta 3 x 5 km kobiet
| Zawodnik                                                | Wynik     | Wynik   |
| Zawodnik                                                | Czas      | Miejsce |
| ------------------------------------------------------- | --------- | ------- |
| Irma Johansson Britt Strandberg Sonja Ruthström-Edström | 1'04:21.4 | złoto   |

## Hokej na lodzie

### Grupa A
Dwie najlepsze drużyny z każdej z trzech grup awansowały do finału.
| Rank | Team    | Pld | W | L | T | GF | GA | Pts |
| ---- | ------- | --- | - | - | - | -- | -- | --- |
| 1    | Kanada  | 2   | 2 | 0 | 0 | 24 | 3  | 4   |
| 2    | Szwecja | 2   | 1 | 1 | 0 | 21 | 5  | 2   |
| 3    | Japonia | 2   | 0 | 2 | 0 | 1  | 38 | 0   |

- Kanada 5–2 Szwecja
- Szwecja 19–0 Japonia

### Runda finałowa
| Rank | Team              | Pld | W | L | T | GF | GA | Pts |
| ---- | ----------------- | --- | - | - | - | -- | -- | --- |
| 1    | Stany Zjednoczone | 5   | 5 | 0 | 0 | 29 | 11 | 10  |
| 2    | Kanada            | 5   | 4 | 1 | 0 | 31 | 12 | 8   |
| 3    | ZSRR              | 5   | 2 | 2 | 1 | 24 | 19 | 5   |
| 4    | Czechosłowacja    | 5   | 2 | 3 | 0 | 21 | 23 | 4   |
| 5    | Szwecja           | 5   | 1 | 3 | 1 | 19 | 19 | 3   |
| 6    | Niemcy            | 5   | 0 | 5 | 0 | 5  | 45 | 0   |

- USA 6–3 Szwecja
- ZSSR 2–2 Szwecja
- Czechosłowacja 3–1 Szwecja
- Kanada 6–5 Szwecja
- Szwecja 8–2 RFN

### Strzelcy bramek
| M. | Zawodnik          | GP | G | A | Pts |
| -- | ----------------- | -- | - | - | --- |
| 5  | Lars Lundvall     | 7  | 8 | 4 | 12  |
| 7  | Nisse Nilsson     | 7  | 7 | 5 | 12  |
| 12 | Ronald Pettersson | 7  | 4 | 8 | 12  |

|  | Skład reprezentacji Anders Andersson Lars Björn Gert Blomé Sigurd Bröms Einar Granath Sven Johansson Bengt Lindqvist Lars-Eric Lundvall Nils Nilsson Bert-Ola Nordlander Carl-Göran Öberg Ronald Pettersson Ulf Sterner Roland Stoltz Hans Svedberg Kjell Svensson Sune Wretling |

## Kombinacja norweska
| Zawodnik       | Dyscyplina | Długość skoku    | Długość skoku | Długość skoku | Długość skoku | Czas biegu | Czas biegu | Czas biegu | Wynik   | Wynik   |
| Zawodnik       | Dyscyplina | Pierwszy dystans | Drugi dystans | Punkty        | Miejsce       | Czas       | Punkty     | Miejsce    | Punkty  | Miejsce |
| -------------- | ---------- | ---------------- | ------------- | ------------- | ------------- | ---------- | ---------- | ---------- | ------- | ------- |
| Lars Dahlqvist | Individual | 59.5             | 63.5          | 201.5         | 20            | 59:46.0    | 235.032    | 7          | 436.532 | 8       |
| Bengt Eriksson | Individual | 63.5             | 64.0          | 213.0         | 8             | 1'03:27.9  | 220.710    | 19         | 433.710 | 10      |

## Skoki narciarskie
| Zawodnik        | Skocznia | Pierwszy skok | Pierwszy skok | Pierwszy skok | Drugi skok | Drugi skok | Drugi skok | Wynik  | Wynik   |
| Zawodnik        | Skocznia | Dystans       | Punkty        | Miejsce       | Dystans    | Punkty     | Miejsce    | Punkty | Miejsce |
| --------------- | -------- | ------------- | ------------- | ------------- | ---------- | ---------- | ---------- | ------ | ------- |
| Inge Lindqvist  | Normalna | 79.5          | 90.4          | 36            | 79.0       | 99.7       | 26         | 190.1  | 29      |
| Kjell Sjöberg   | Normalna | 78.5          | 94.1          | 31            | 46.0 fall  | 33.8       | 45         | 127.9  | 45      |
| Bengt Eriksson  | Normalna | 83.5          | 99.6          | 23            | 78.0       | 102.4      | 18         | 202.0  | 19      |
| Rolf Strandberg | Normalna | 86.5          | 100.0         | 20            | 81.0       | 104.8      | 11         | 204.8  | 18      |

## Łyżwiarstwo szybkie
Mężczyźni
| Dystans  | Zawodnik         | Wynik   | Wynik   |
| Dystans  | Zawodnik         | Czas    | Miejsce |
| -------- | ---------------- | ------- | ------- |
| 500 m    | Gunnar Sjölin    | 43.4    | 33      |
| 500 m    | Olle Dahlberg    | 43.1    | 30      |
| 500 m    | Per-Olof Brogren | 42.7    | 26      |
| 500 m    | Hans Wilhelmsson | 40.5    | 4       |
| 1500 m   | Bo Karenus       | 2:21.1  | 28      |
| 1500 m   | Olle Dahlberg    | 2:18.3  | 18      |
| 1500 m   | Gunnar Sjölin    | 2:16.5  | 15      |
| 1500 m   | Per-Olof Brogren | 2:13.1  | 5       |
| 5000 m   | Olle Dahlberg    | 8:17.0  | 13      |
| 5000 m   | Kjell Bäckman    | 8:16.0  | 12      |
| 5000 m   | Ivar Nilsson     | 8:09.1  | 7       |
| 10,000 m | Olle Dahlberg    | 16:34.6 | 7       |
| 10,000 m | Ivar Nilsson     | 16:26.0 | 4       |
| 10,000 m | Kjell Bäckman    | 16:14.2 | brąz    |

Kobiety
| Dystans | Zawodnik                     | Wynik  | Wynik   |
| Dystans | Zawodnik                     | Czas   | Miejsce |
| ------- | ---------------------------- | ------ | ------- |
| 500 m   | Elsa Einarsson               | DNF    | –       |
| 500 m   | Christina Lindblom-Scherling | 48.7   | 15      |
| 1000 m  | Elsa Einarsson               | 1:38.0 | 12      |
| 1000 m  | Christina Lindblom-Scherling | 1:37.5 | 11      |
| 1500 m  | Elsa Einarsson               | 2:32.9 | 9       |
| 1500 m  | Christina Lindblom-Scherling | 2:31.5 | 7       |
| 3000 m  | Elsa Einarsson               | 5:32.2 | 11      |
| 3000 m  | Christina Lindblom-Scherling | 5:25.5 | 5       |

- Olympic Winter Games 1960, full results by sports-reference.com. sports-reference.com. [zarchiwizowane z tego adresu (2011-07-16)].